# Провулок Галанчикової (Житомир)
Провулок Галанчикової — провулок в Богунському районі міста Житомира.

## Опис
Знаходиться в північній частині міста. Бере початок від вулиці Болгарської та завершується перехрестям з проспектом Незалежності.
Забудова провулка представлена індивідуальними житловими будинками садибного типу.

## Історичні відомості
Провулок виник після Другої світової війни. Провулок та його забудова сформувалися у 1960-х роках. До 1996 року був безіменним. У 1996 році отримав чинну назву.